# 古爾克河

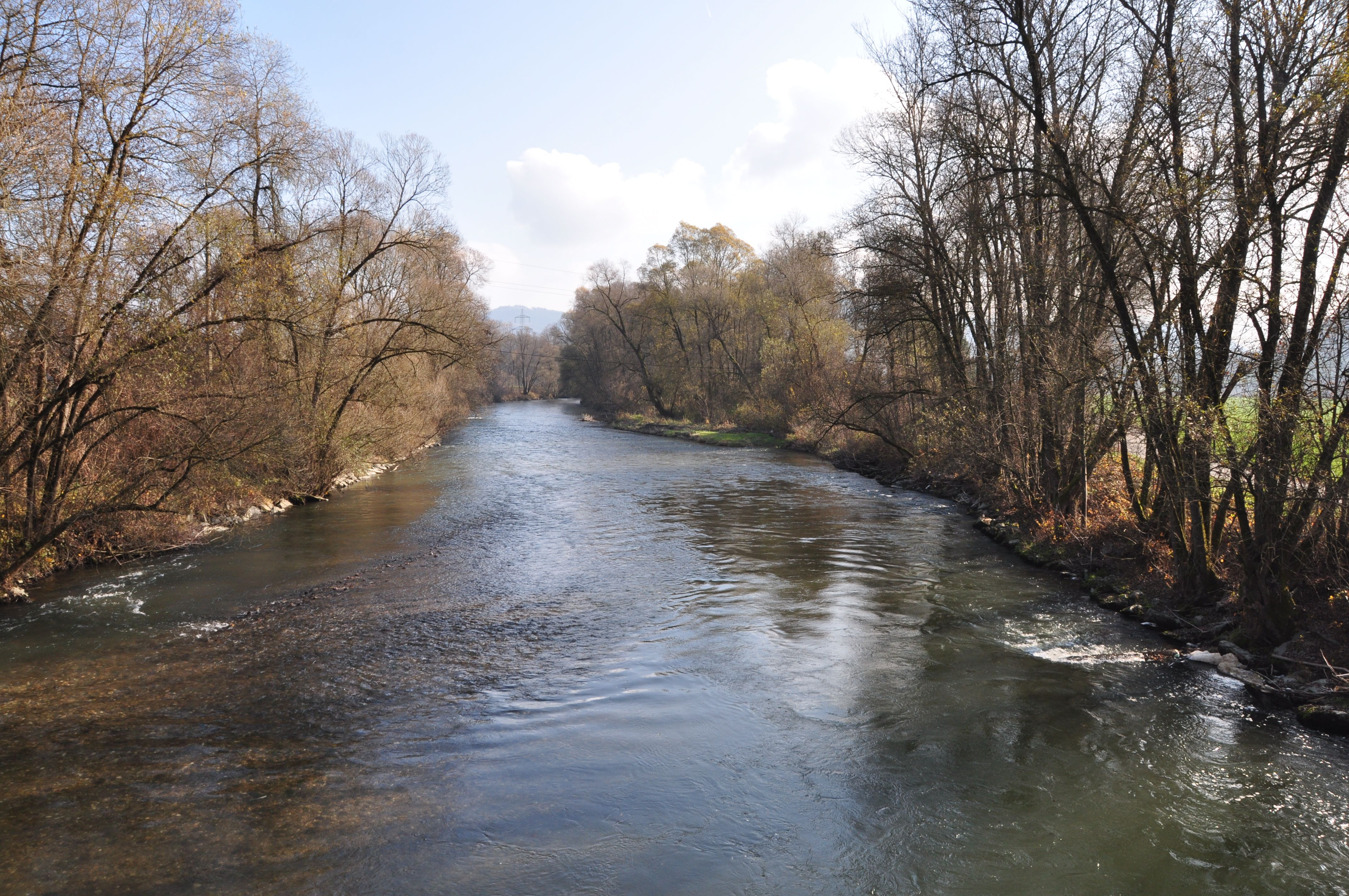

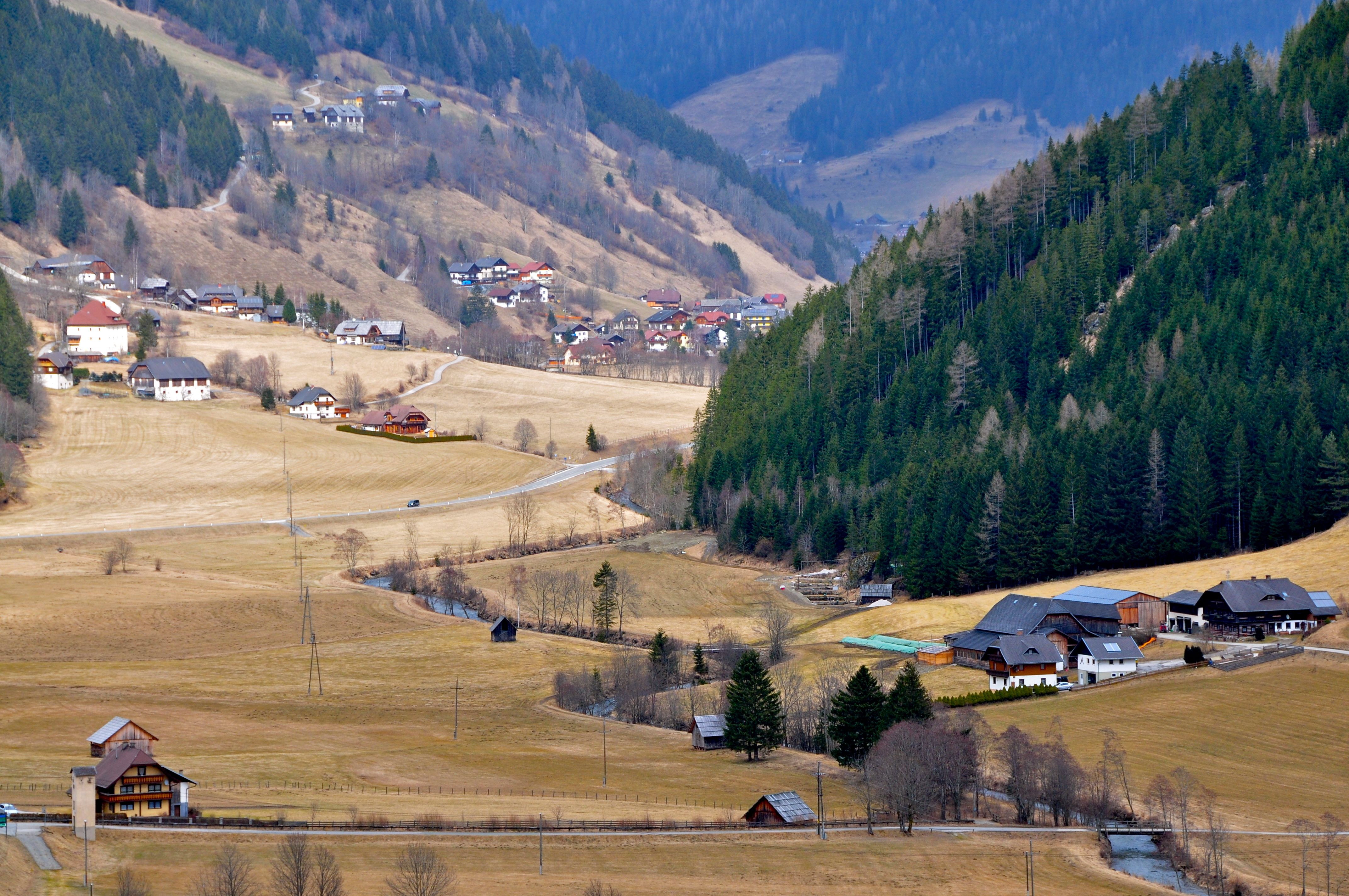

古爾克河是奧地利的河流，位於該國南部，由克恩頓負責管轄，河道全長157公里，流域面積2,582平方公里，發源自古爾克阿爾卑斯山脈。